# Томакомај
Томакомај (јап. 苫小牧市) град је у Јапану у префектури Хокаидо. Према попису становништва из 2005. у граду је живело 172.758 становника.

## Становништво
Према подацима са пописа, у граду је 2005. године живело 172.758 становника.
| 1995.   | 2000.   | 2005.   |
| ------- | ------- | ------- |
| 169.328 | 172.086 | 172.758 |